# Arenigobius
Arenigobius és un gènere de peixos de la família dels gòbids i de l'ordre dels perciformes.

## Taxonomia
- Arenigobius bifrenatus (Kner, 1865)[2][3][4]
- Arenigobius frenatus (Günther, 1861)[5]
- Arenigobius leftwichi (Ogilby, 1910)[6][7][8][9][10][11][12]